# Alberto Martini
Alberto Martini, né Alberto Giacomo Spiridione Martini le 24 novembre 1876 à Oderzo et mort à Milan le 8 novembre 1954 , est un peintre, graveur et illustrateur italien, considéré comme un précurseur du surréalisme.

## Biographie
Une grande partie de la carrière de Martini consiste à illustrer des ouvrages littéraires connus, comme en 1901 la Divine Comédie de Dante ou, entre 1905 et 1909, les histoires d'Edgar Allan Poe. 
En 1924, il épouse l'artiste Maria Petringa qui lui servira souvent d'inspiration.
En 1928, Martini quitte l'Italie et s'installe à Paris où il demeurera jusqu'en 1934. Il se lie alors avec Francis Picabia, Max Ernst, René Magritte, Joan Miró et André Breton qui l'invite à se joindre au groupe des surréalistes, ce que Martini refuse par désir d'indépendance. Il poursuit une œuvre basée sur une manière noire ajoutant une tonalité dramatique et d'étrangeté à ses œuvres, notamment ses autoportraits. En 1952, il termine une série de lithographies sur La Vie de Marie et autres poèmes de Rainer Maria Rilke.
Il meurt à Milan en 1954.

## Gallerie

Autoritratto, 1911,  Pinacoreca Civica "ALBERTO MARTINI" à Oderzo
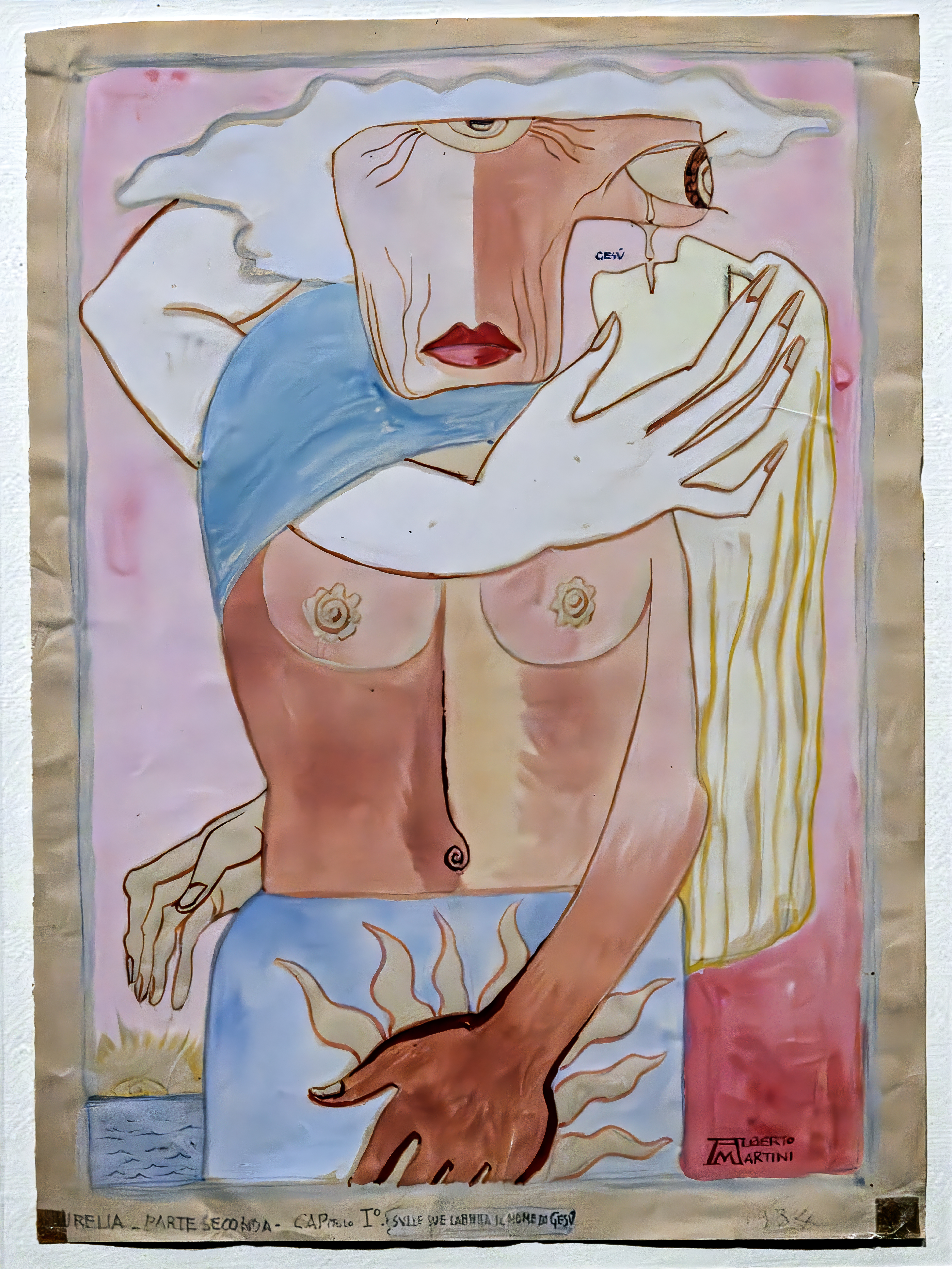
Sulle labbra il nome di Gesù, 1911,  Pinacoreca Civica "ALBERTO MARTINI" à Oderzo
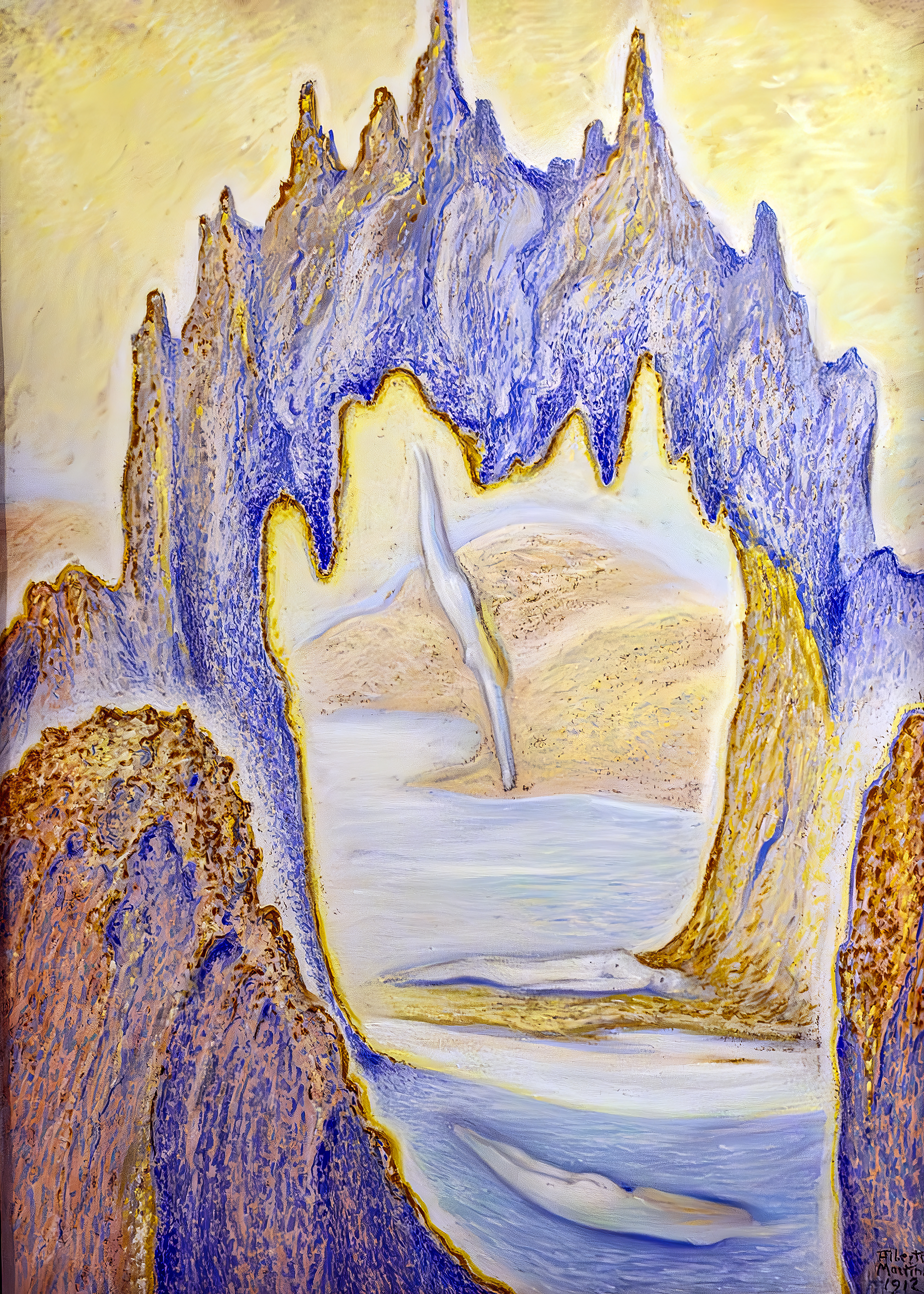
Les Fantasmes du Soleil (La Grotte de les Perles) (1912), Museo Civico Luigi Bailo à Trévise
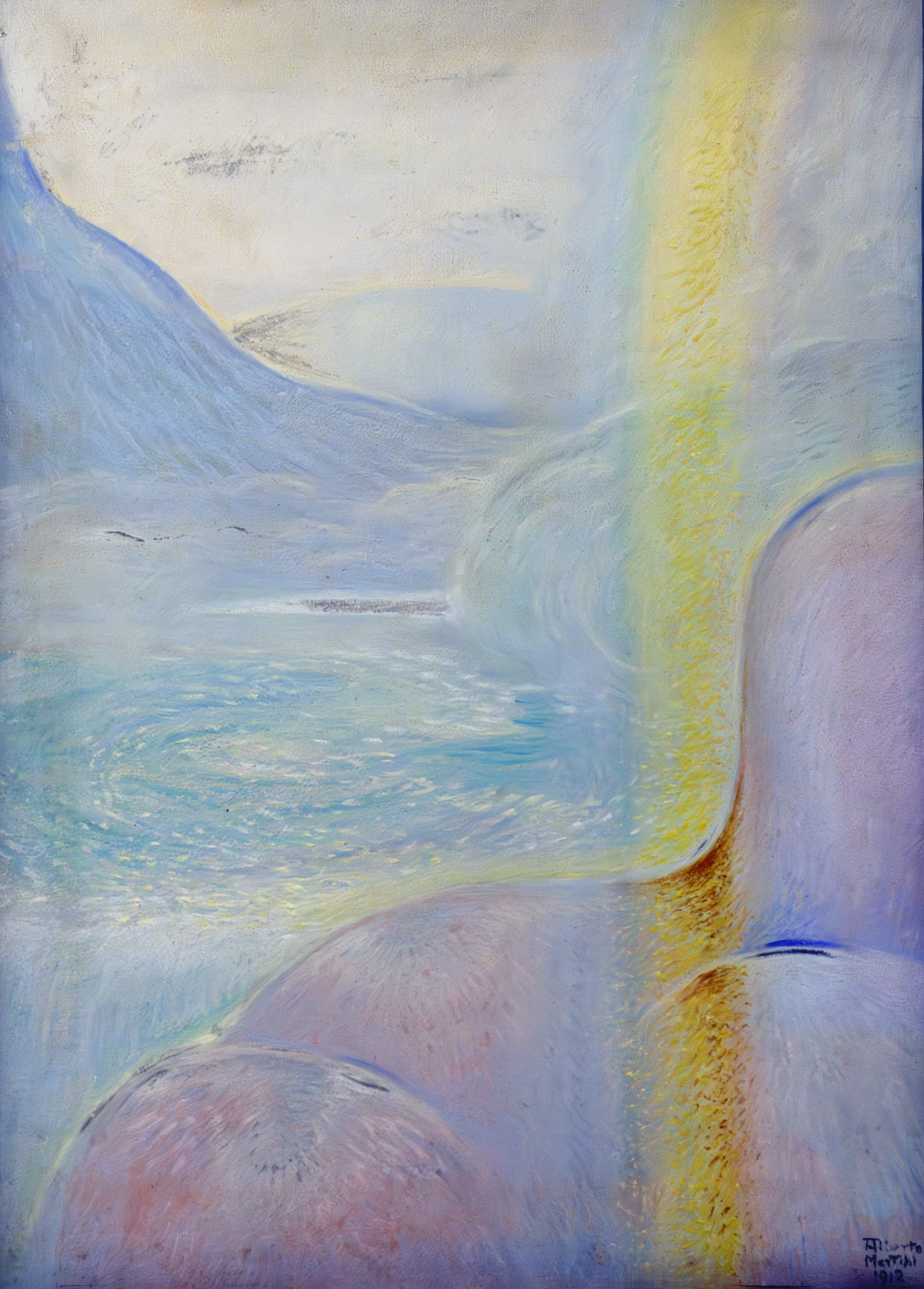
Les Fantasmes du Soleil (Le Sphinx de la mer) (1912), Museo Civico Luigi Bailo à Trévise
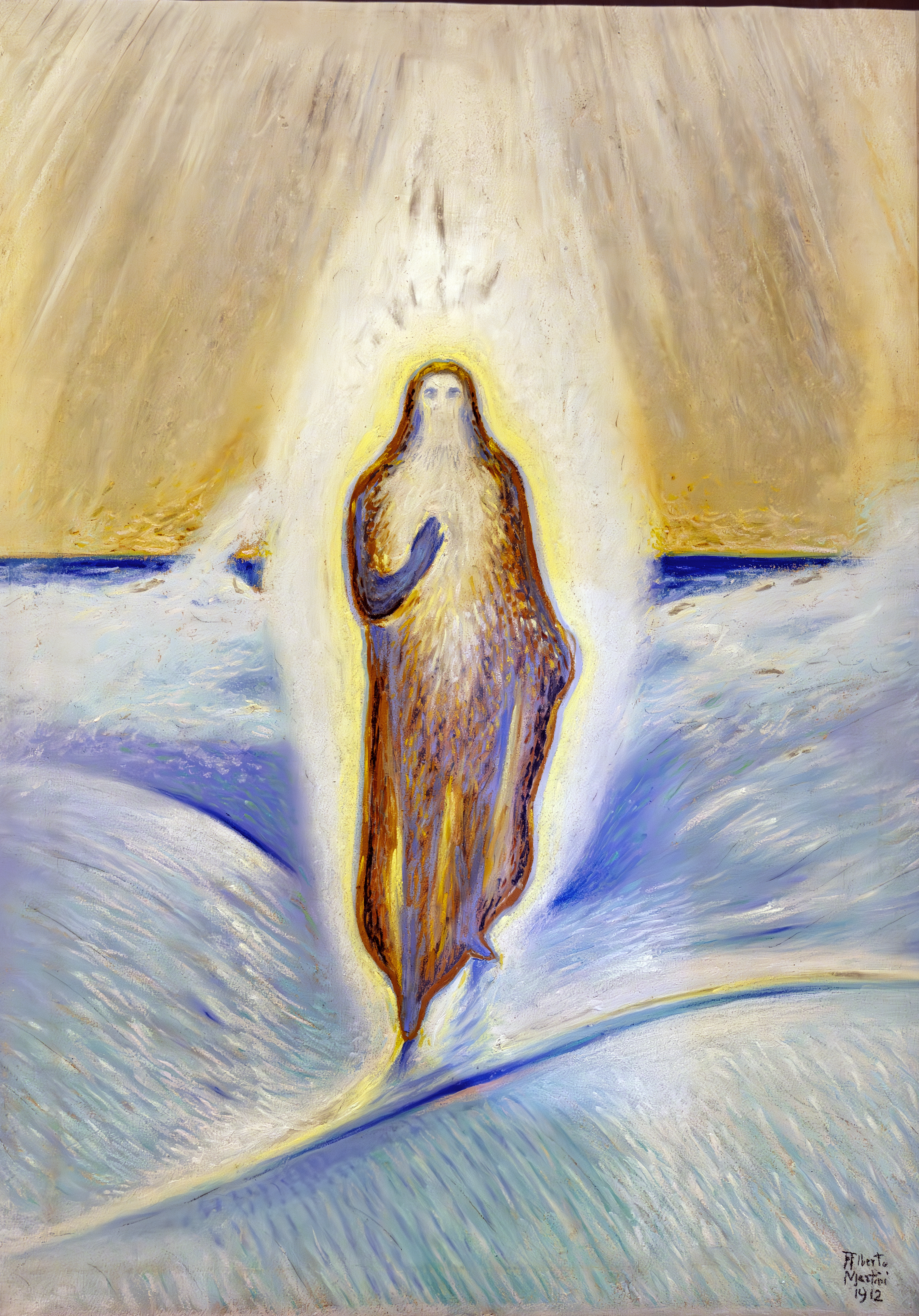
Les Fantasmes du Soleil (L'Homme qui marche sur la mer) (1912), Museo Civico Luigi Bailo à Trévise
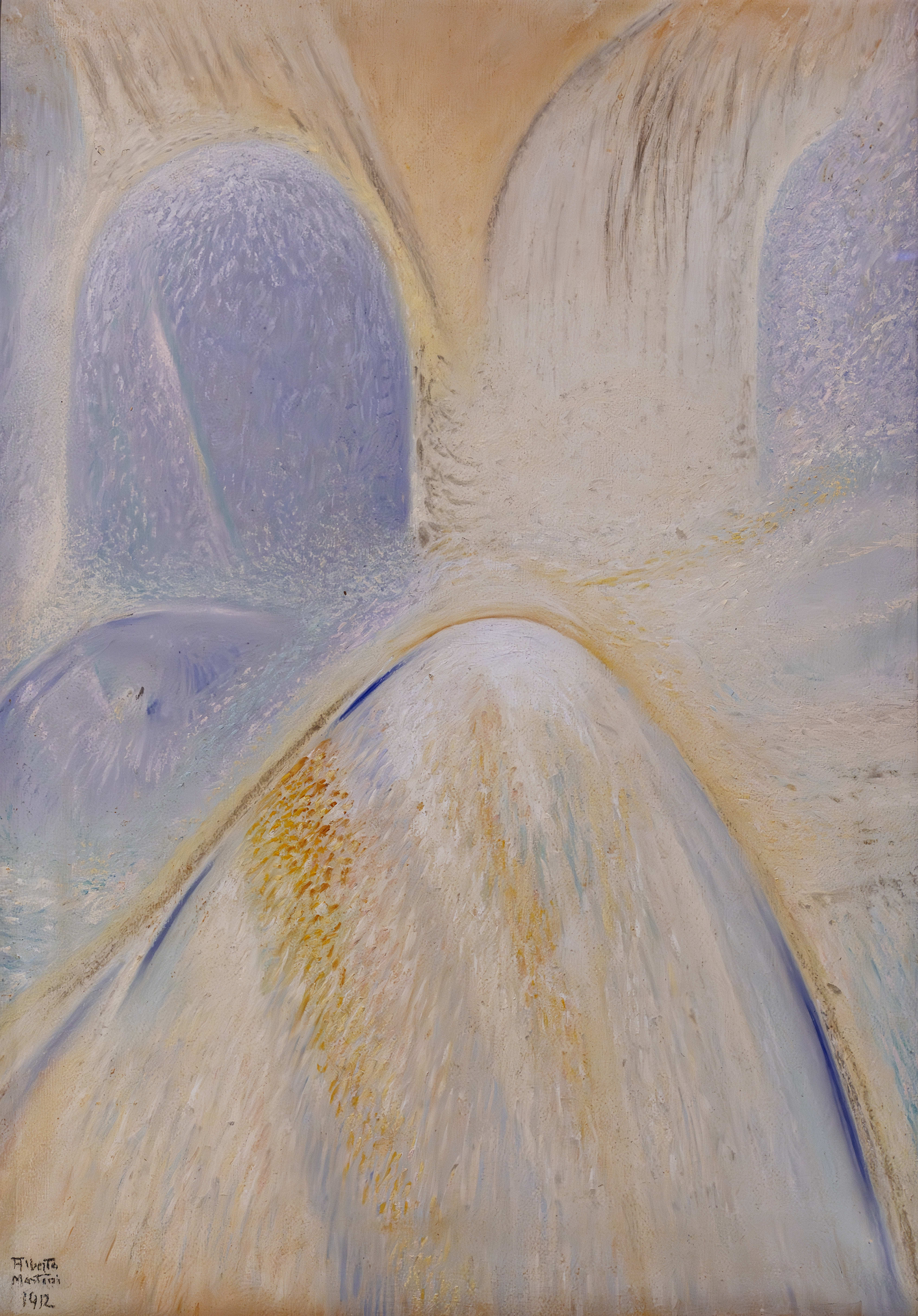
Les Fantasmes du Soleil (Jardin enchanté) (1912), Museo Civico Luigi Bailo à Trévise
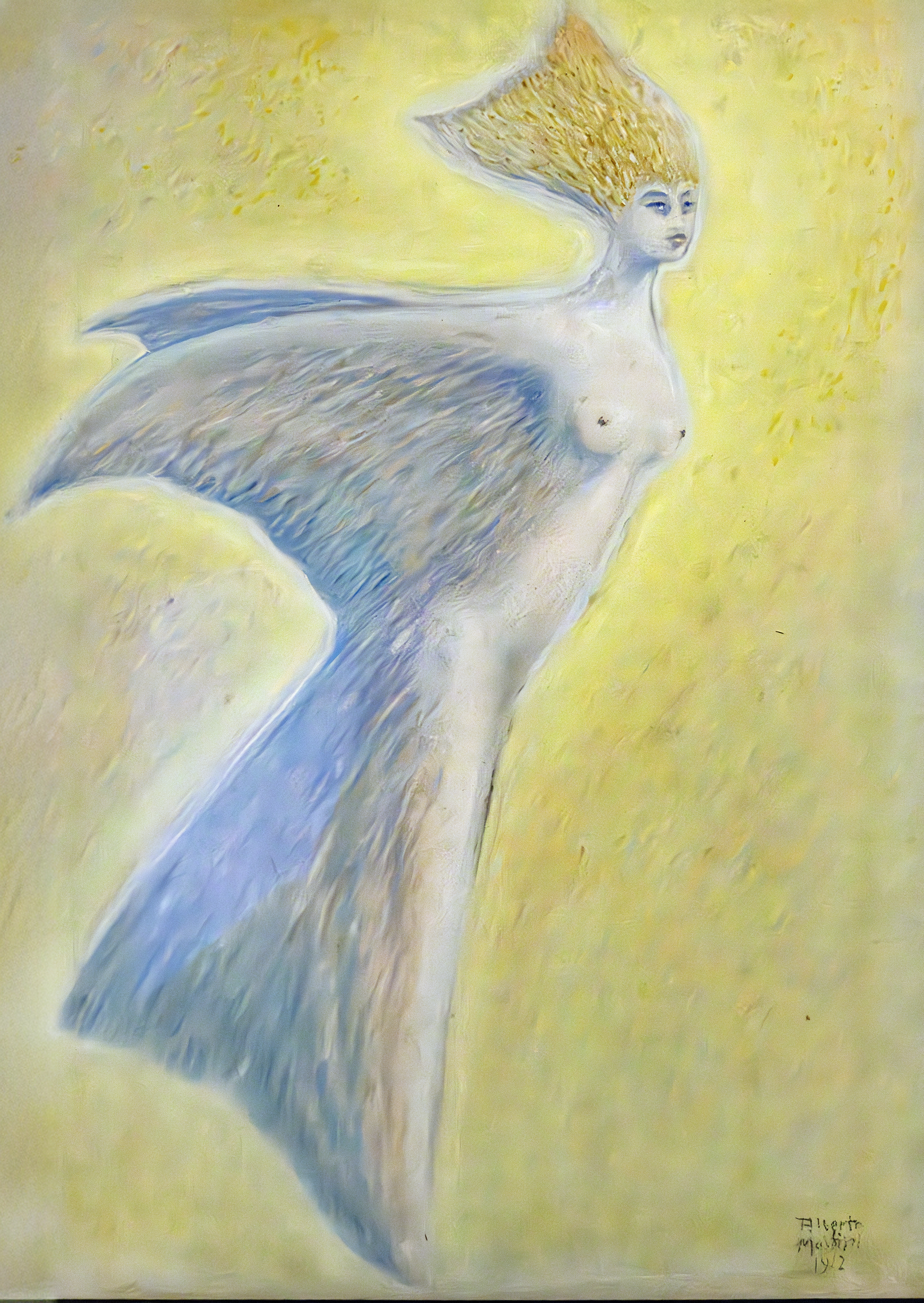
Les Fantasmes du Soleil (L'Aurore) (1912), Museo Civico Luigi Bailo à Trévise
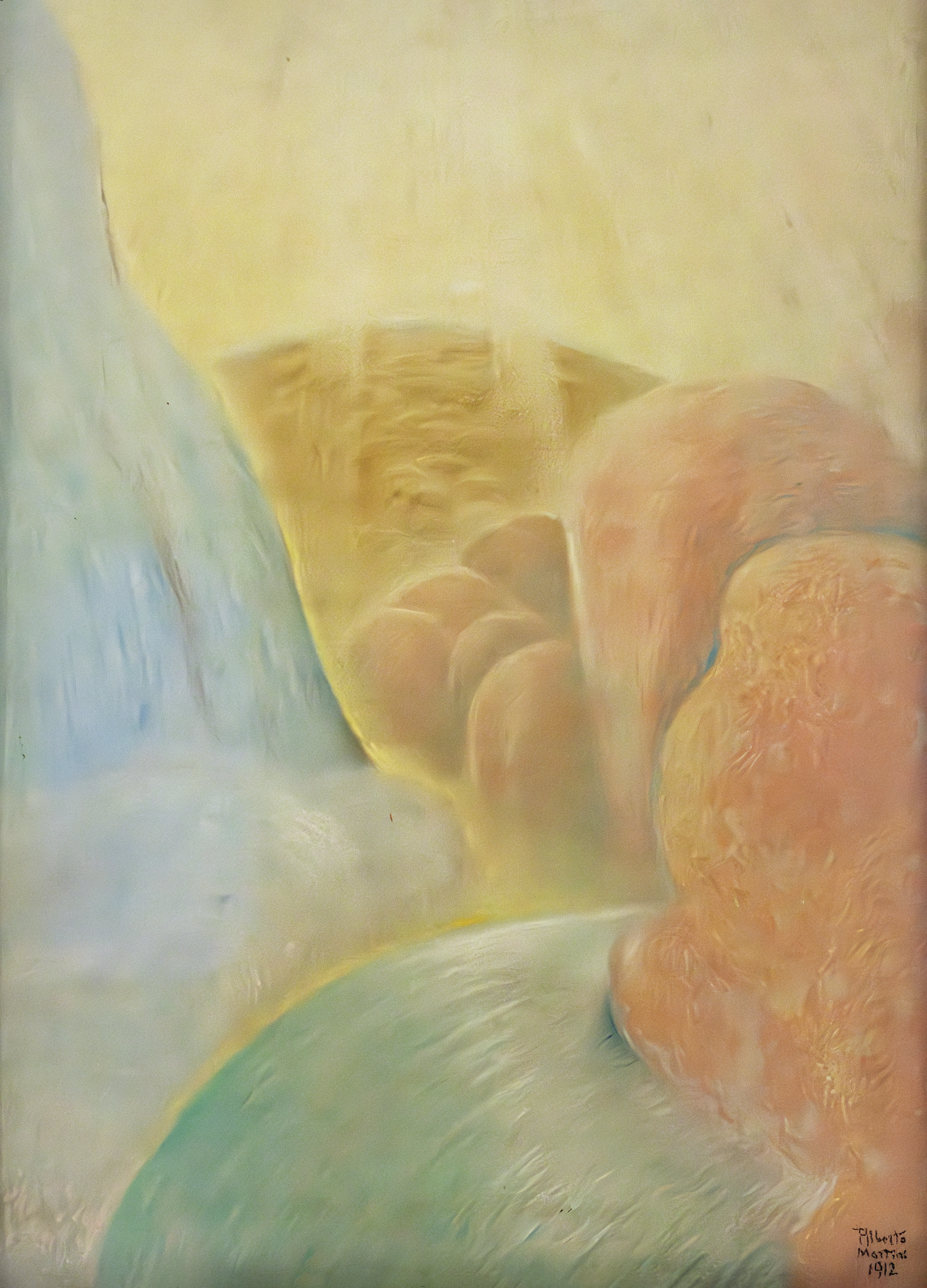
Les Fantasmes du Soleil (Les Rivières) (1912), Museo Civico Luigi Bailo à Trévise
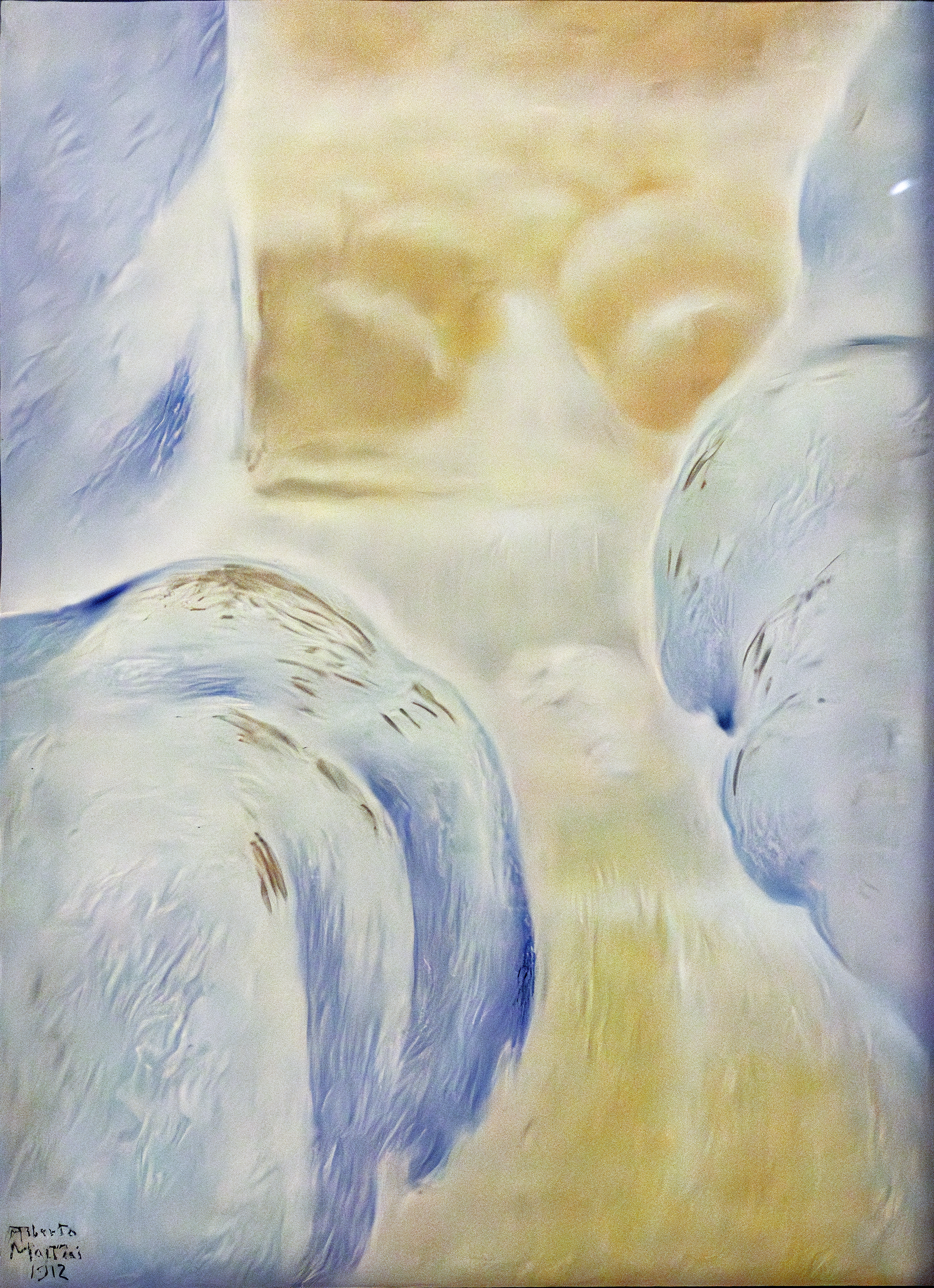
Les Fantasmes du Soleil (Les Cabanes Dorées) (1912), Museo Civico Luigi Bailo à Trévise
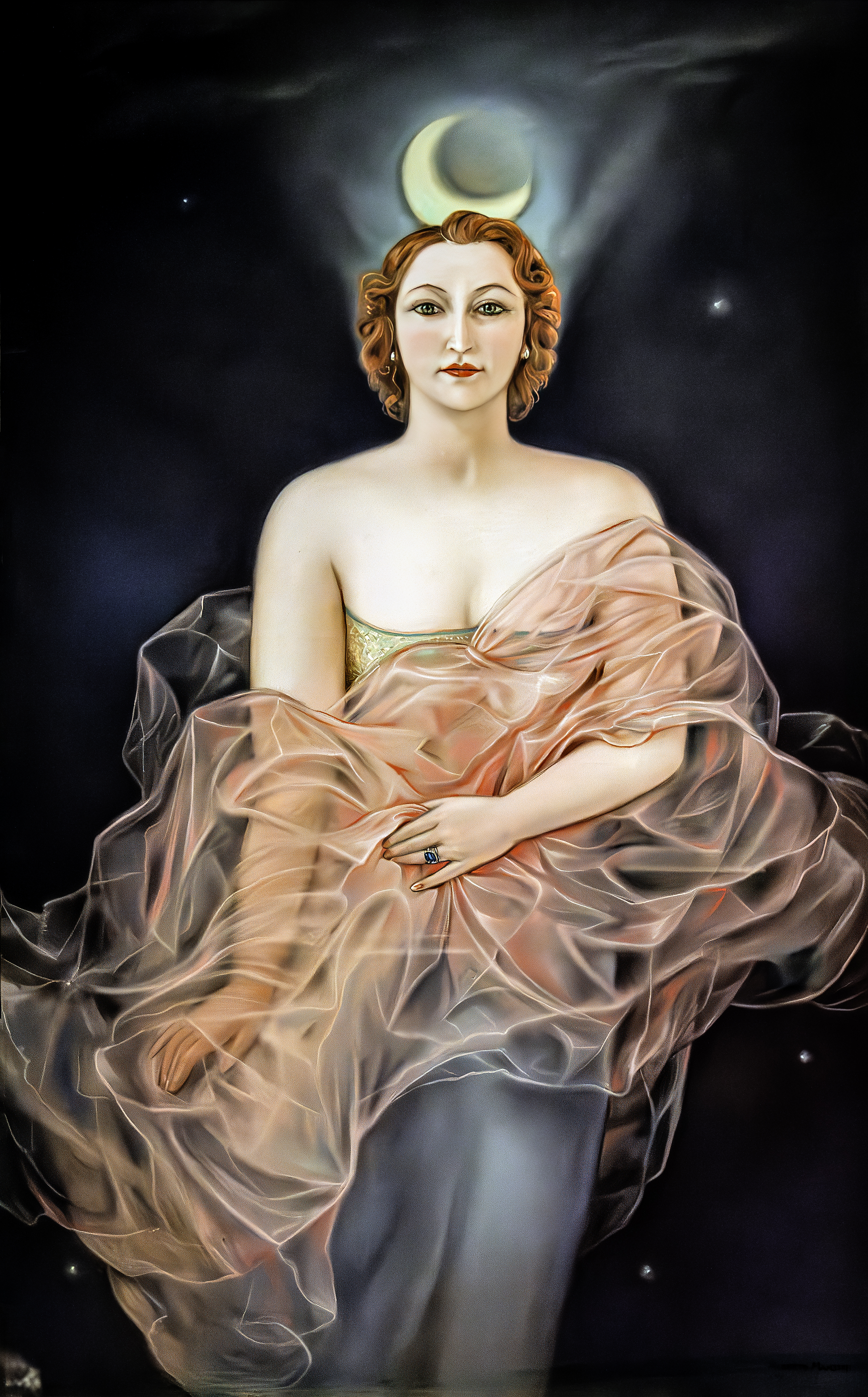
Diane, 1916, collection privée
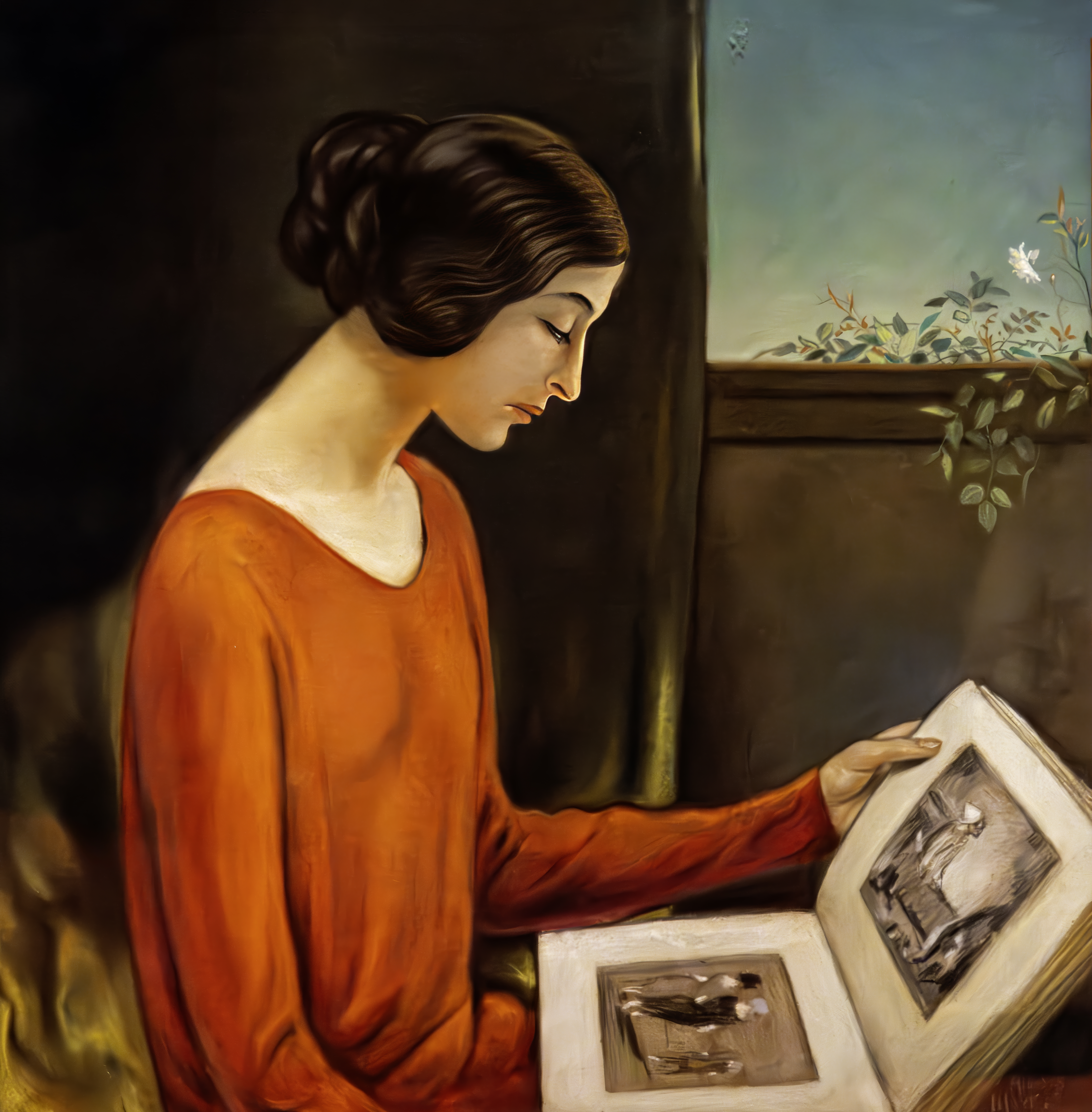
L'album de Daumier (Maria Petringa Martini), 1924, collection privée
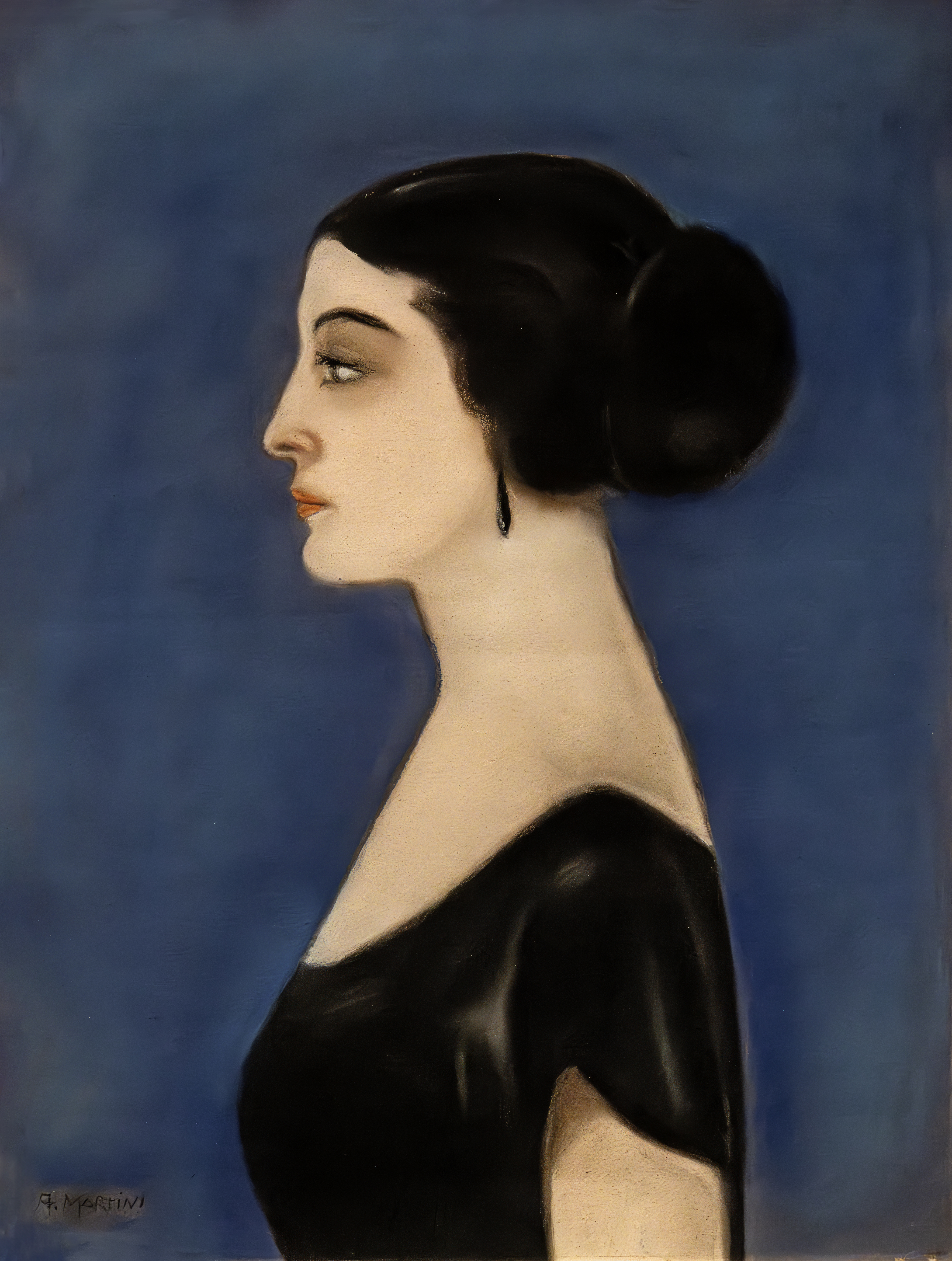
Maria Petringa Martini, 1924, Pinacoreca Civica "ALBERTO MARTINI" à Oderzo
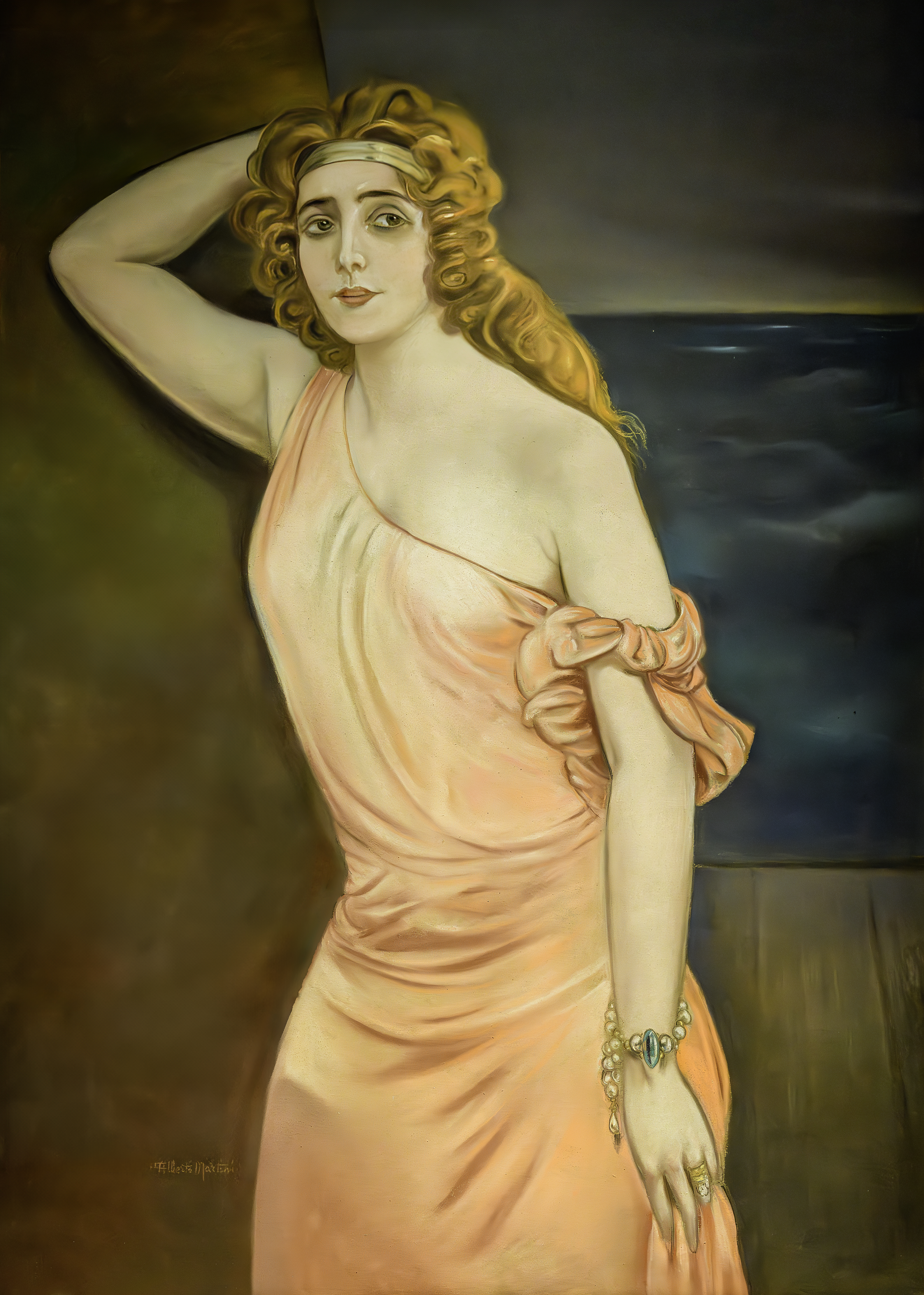
Isota, 1924, collection privée
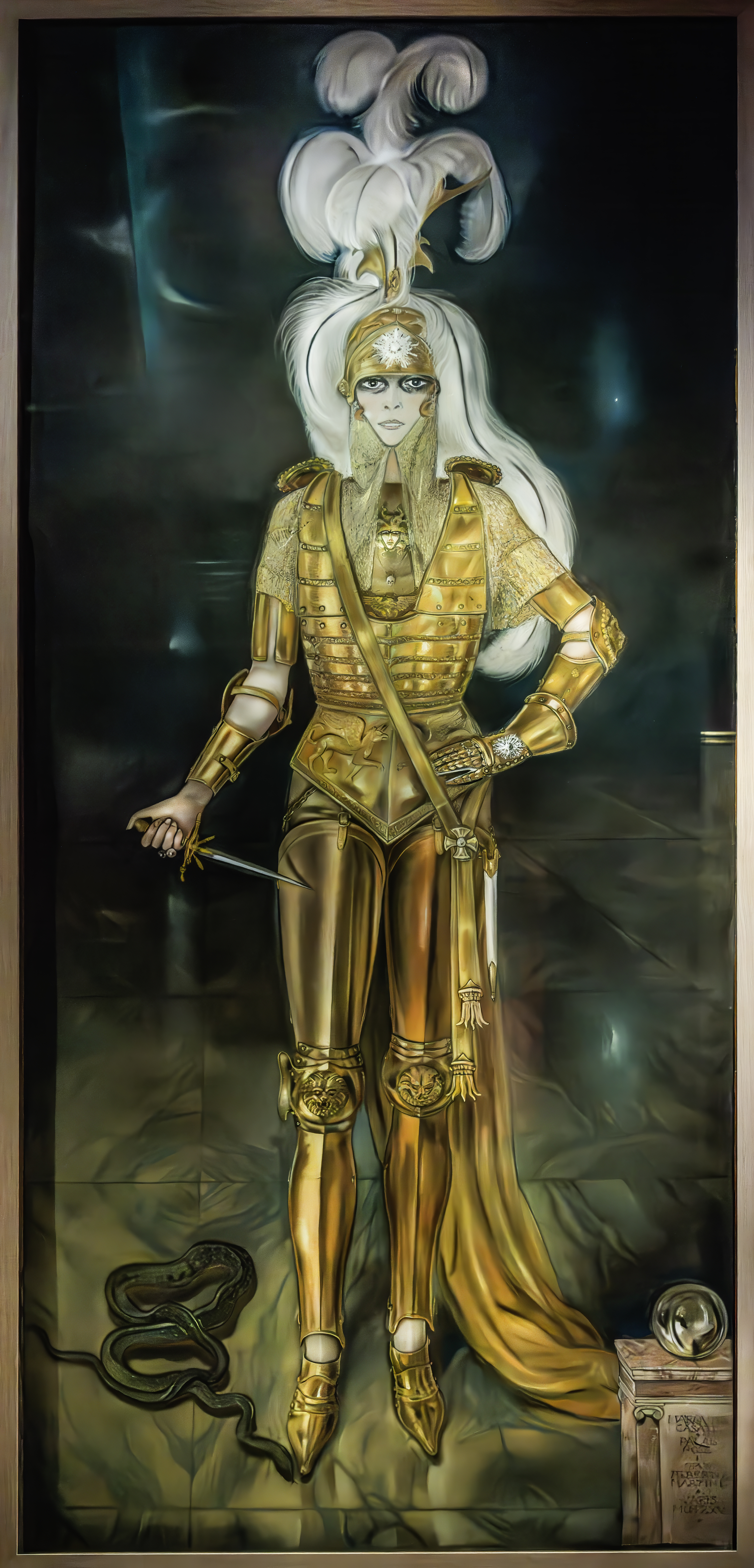
La marchesa Casati come Cesare Borgia, 1925, 	Paris, collection Lucile Audouy
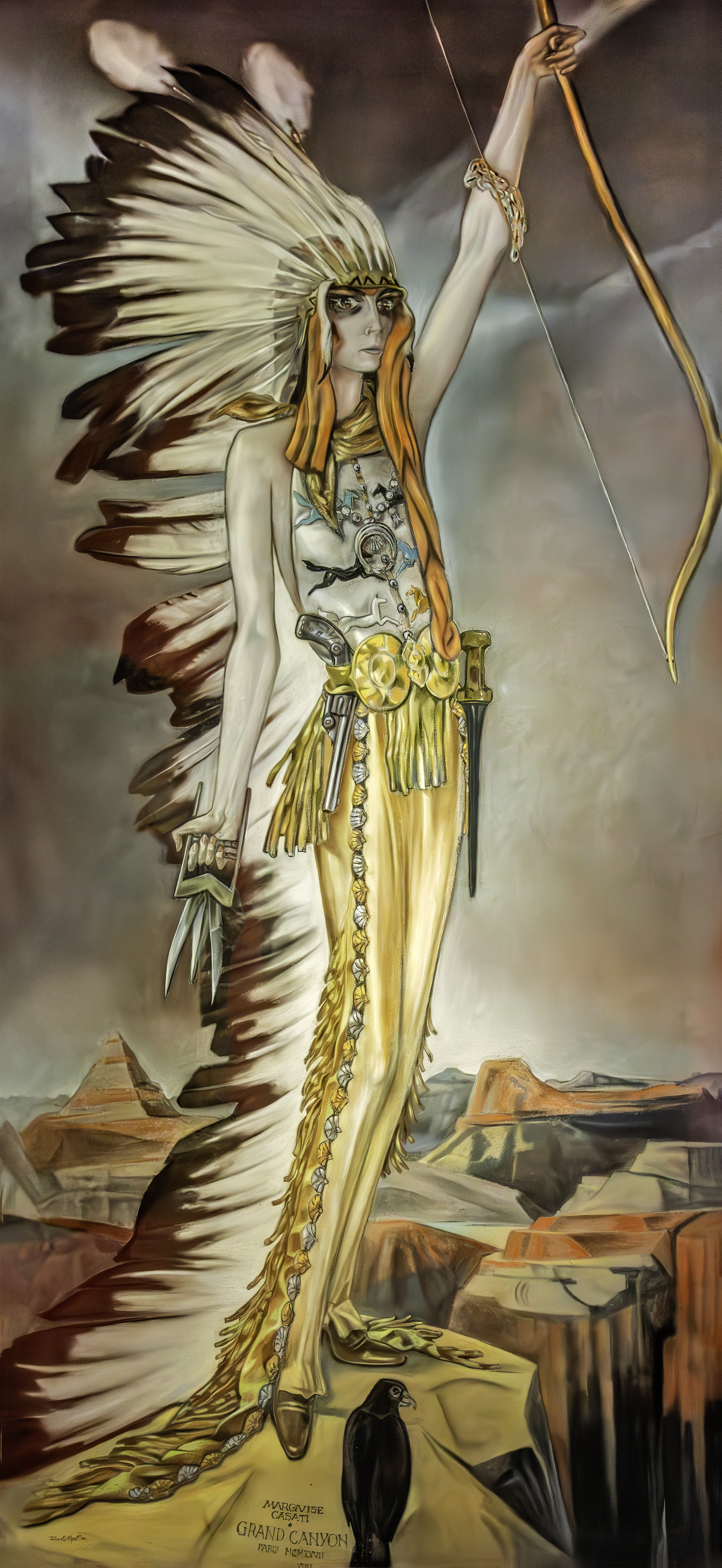
La marchesa Casati come capo Sioux, 1925, Paris, collection Lucile Audouy
Portait de Wally Toscanini, 1925, collection privée
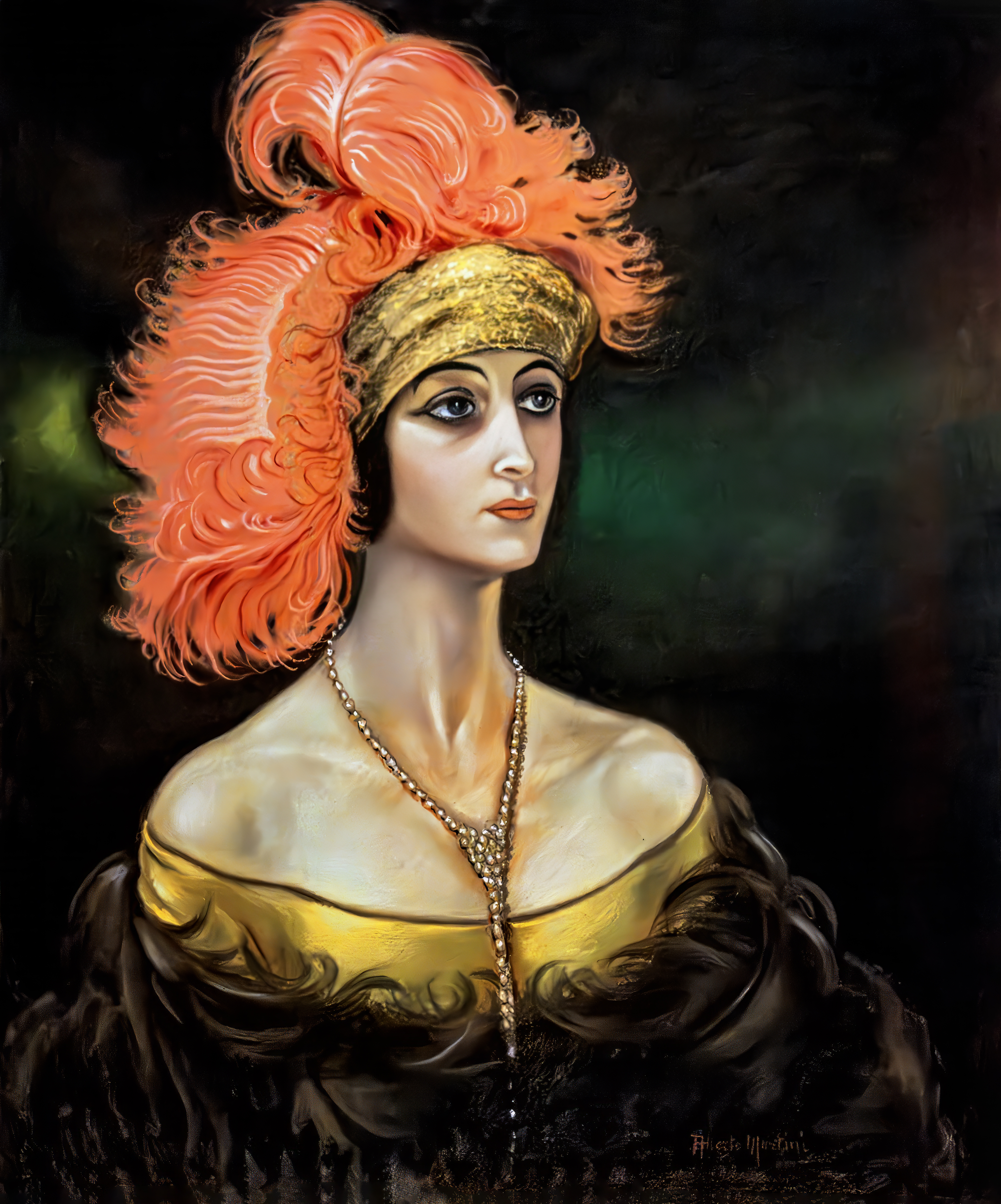
Signora con piume rosa, 1927, Pinacoreca Civica "ALBERTO MARTINI" à Oderzo
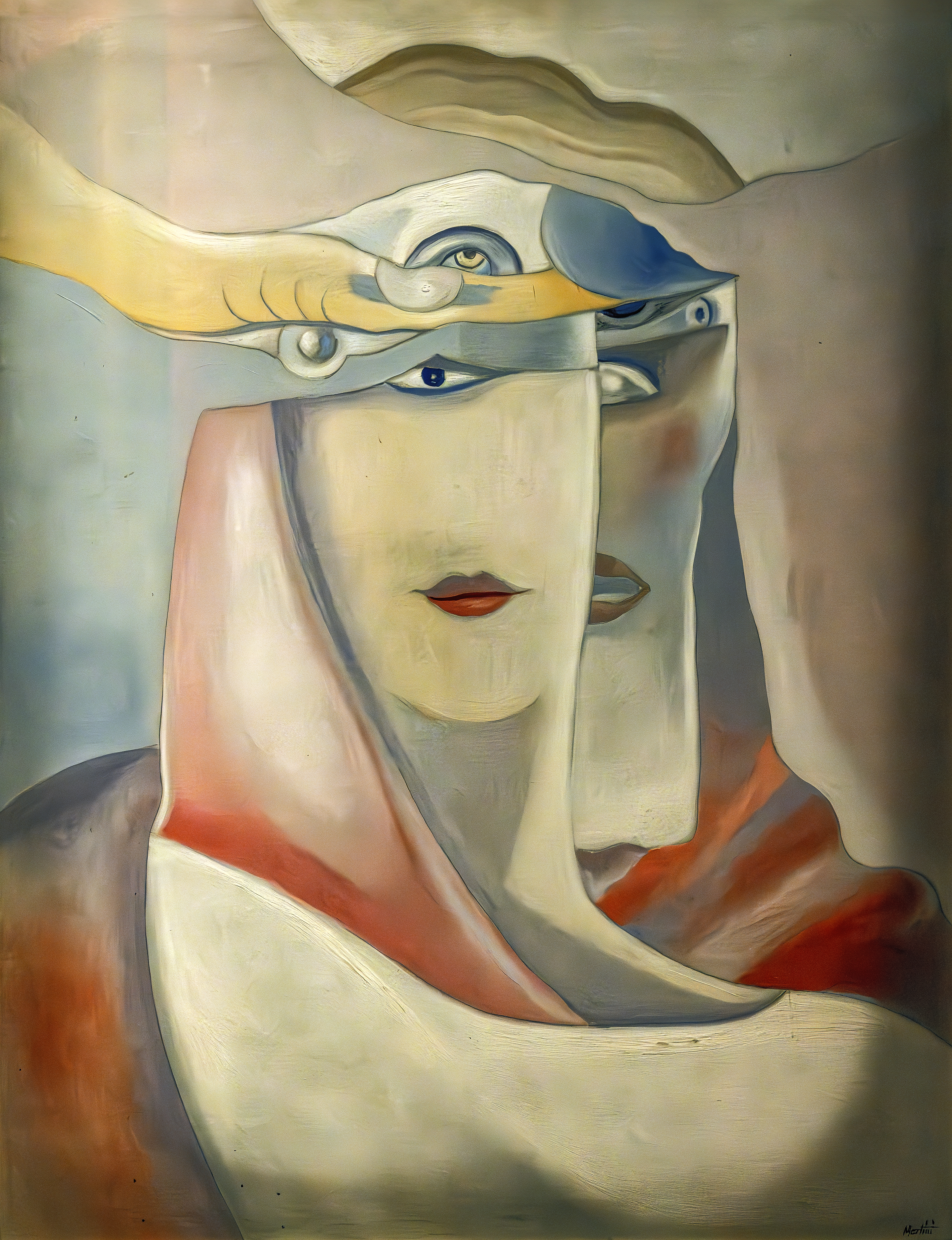
Couple (La coppia), 1928, collection privée
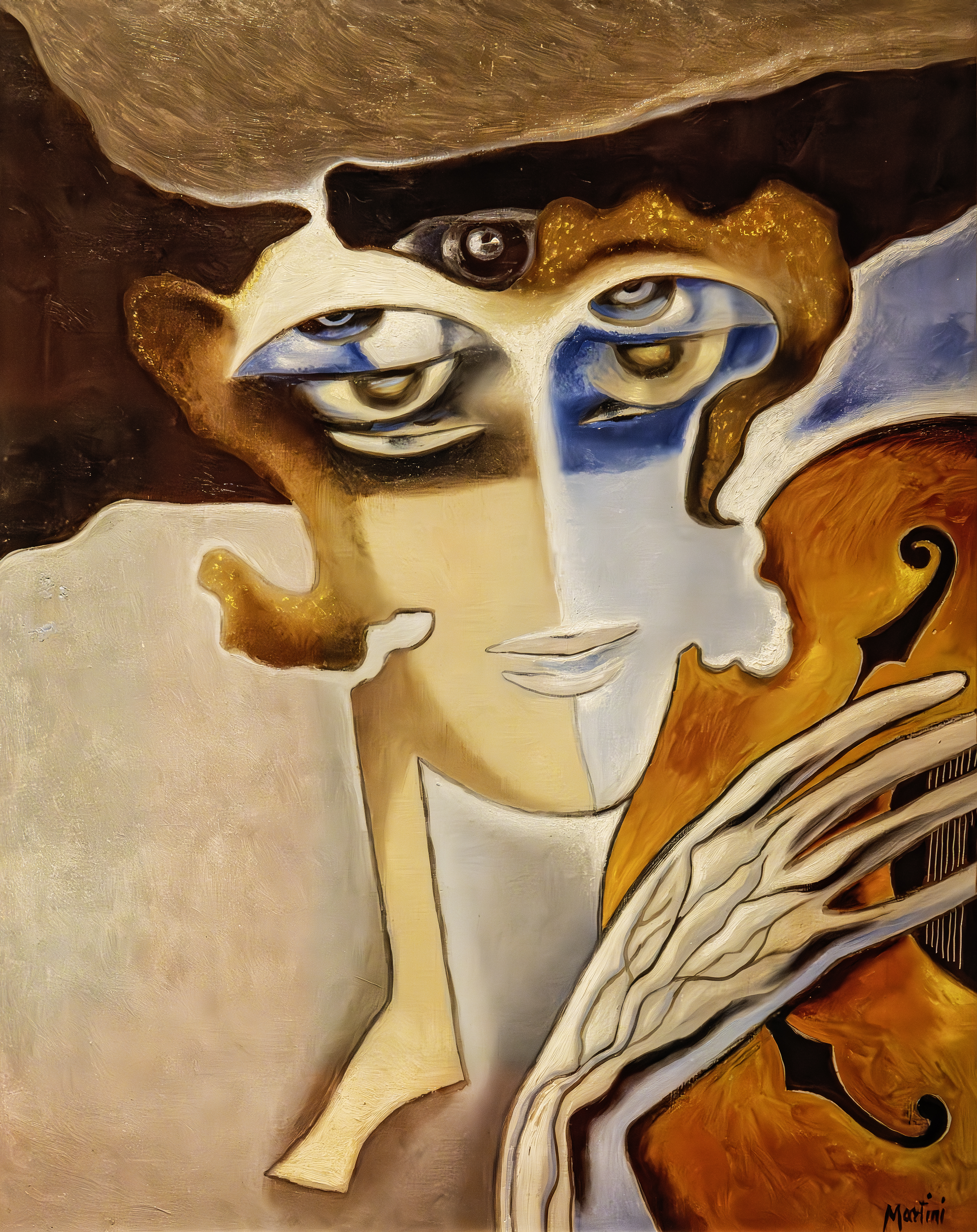
La marchesa Casati come Euterpe, 1931, collection privée